# Дитковските, Агния Олеговна
А́гния (А́гне) Оле́говна Дитковски́те (лит. Agnija (Agnė) Ditkovskytė, род. 11 мая 1988, Вильнюс, Литовская ССР, СССР) — российская киноактриса, певица и телеведущая.

## Биография
Родилась 11 мая 1988 года в семье литовского режиссёра Олегаса Дитковскиса и российской актрисы Татьяны Борисовны Лютаевой. До 15 лет жила в Литве, а в 2004 году она с матерью и младшим братом Доминикасом Раманаускасом (лит. Dominykas Ramanauskas) переехала в Москву.
Агния Дитковските решила продолжить дело своих родителей, что нередко случается в творческих семьях, и поступила во ВГИК, но ушла с первого курса. Несмотря на это, она смогла начать профессиональную деятельность и дебютировала в полнометражном фильме «Жара», в котором сыграла одну из главных ролей.
В 2010 году в паре с фигуристом Повиласом Ванагасом участвовала в проекте Первого канала «Лёд и пламень». В 2015 году в паре с танцором Евгением Раевым приняла участие в девятом сезоне шоу телеканала «Россия» «Танцы со звёздами».
В 2011 году Агния Дитковските снялась в рекламе творожка «Даниссимо» вместе с Верой Брежневой и Сати Казановой[значимость факта?]. В 2010 году вместе с Ромой Кенгой исполнила песню «Самолёты». В 2014 году снялась в рекламе печенья «Юбилейное Утреннее» вместе с Алексеем Чадовым[значимость факта?]. В 2015 году участвовала в записи новой версии песни «Киносны» группы «Биплан».

## Личная жизнь
С 2006 года встречалась с актёром Алексеем Чадовым, с которым познакомилась на съёмках фильма «Жара». Агния Дитковските и Алексей Чадов вместе находились в США на съёмках фильма «Любовь в большом городе», где последний исполнял одну из главных ролей. В 2009 году их отношения прервались, но спустя три года возобновились, а 24 августа 2012 года молодые люди поженились. 5 июня 2014 года у них родился сын Фёдор. 2 мая 2015 года актёры расстались.
16 апреля 2017 года актриса родила второго ребёнка — дочь Нику.
Летом 2021 года вышла замуж за бизнесмена Богдана Панченко. 3 ноября 2021 года стала матерью в третий раз, о чём сообщила в своём instagram.  Младшую дочку зовут Аура, о чем сообщила в её второй день рождения бабушка — Татьяна Лютаева.

## Фильмография
| Год  |    | Название                                               | Роль                          |
| ---- | -- | ------------------------------------------------------ | ----------------------------- |
| 2006 | ф  | Жара                                                   | Настя                         |
| 2006 | ф  | Знаки любви                                            | Лукреция                      |
| 2006 | с  | Иван Подушкин. Джентльмен сыска                        | Галя                          |
| 2006 | тф | Смерть по завещанию                                    | Герда Яновна Микелёните       |
| 2008 | ф  | Альпинист                                              | Марина                        |
| 2008 | с  | Воротилы. Быть вместе                                  | Лика                          |
| 2008 | тф | Две истории о любви                                    | Кира Киреева                  |
| 2008 | ф  | Крылья ангела                                          | Вероника                      |
| 2008 | тф | Осенний вальс                                          | Мария Олеговна Петрушина      |
| 2009 | ф  | На игре                                                | Лена                          |
| 2009 | ф  | Отторжение                                             | Белла, возлюбленная Лупцова   |
| 2010 | ф  | На игре 2. Новый уровень                               | Лена                          |
| 2010 | с  | Робинзон                                               | Наташа Робертсон              |
| 2011 | ф  | Борис Годунов                                          | Марина Мнишек                 |
| 2011 | ф  | Горячее сердце / Fireheart: The Legend of Tadas Blinda | Кристина                      |
| 2011 | с  | Только ты                                              | Ольга Беглова                 |
| 2012 | ф  | С новым годом, мамы!                                   | Вика, подруга Ивана Рыжикова  |
| 2013 | с  | Агент                                                  | Настя                         |
| 2013 | с  | Дело чести                                             | Ольга                         |
| 2013 | с  | Клянёмся защищать                                      | Вероника                      |
| 2013 | с  | Кукушечка                                              | Вероника Крусс                |
| 2013 | ф  | Остров везения                                         | Даша                          |
| 2013 | ф  | Продавец игрушек                                       | Натали                        |
| 2013 | ф  | Sex, кофе, сигареты                                    | киллер                        |
| 2014 | ф  | Вий                                                    | Блаженная Настуся             |
| 2014 | с  | Гетеры майора Соколова                                 | Эдит                          |
| 2015 | с  | Семейный бизнес                                        | Оксана                        |
| 2016 | ф  | Танцы насмерть                                         | Зебра                         |
| 2017 | ф  | Последняя статья журналиста                            | Полина                        |
| 2018 | с  | Доктор Преображенский                                  | Марина                        |
| 2021 | ф  | Мажор. Фильм                                           | Зоя                           |
| 2021 | с  | За час до рассвета                                     | Татьяна («Лялька»), медсестра |
| 2021 | с  | Миссия «Аметист»                                       | Елена Колмогорова \ Лаура     |
| 2023 | с  | Трейдер                                                | Виктория Громова              |
| 2023 | ф  | Единица Монтевидео                                     | Луна                          |
| 2024 | с  | На автомате                                            | Лёля                          |
| 2024 | ф  | Тинатин                                                | мама Тины                     |

## Роли в клипах
- 2009 — «Тут и там» (Алексей Чумаков)
- 2010 — «Самолёты» (Рома Кенга)
- 2012 — «RockStar» (Тимати)
- 2015 — «Киносны 2015» (Биплан) (на русском и литовском языках)
- 2016 — «Тебе всё можно» («Artik & Asti»)
- 2016 — «Клятвы» («Звери»)